# Орден «За заслуги» Баварської корони
Орден «За заслуги» Баварської корони (нім. Verdienstorden der Bayerischen Krone) — орден за заслуги Баварського королівства заснований королем Максиміліаном Йосифом I 19 березня 1808 року. Девізом ордену є Virtus et Honos («Мужність і честь»). Орден нагороджували у кількох класах: Великий полководець, Великий хрест, Командор, Лицар та медалі в золоті та сріблі.

## Історія
Король Максиміліан I Йосип заснував орден нагородження державних службовців держави всіх станів та інших іноземців, які заслуговували визнання Баварського королівства. Він був створений як цивільний аналог Військовому ордену Макса Йозефа. Обидва ордени привели неблагородних реципієнтів до колекції особистої знаті з титулом «Ріттер фон».
Орден «За заслуги» баварської корони спочатку був заснований трьома класами Великого Хреста, Командора та Лицаря. Король Максиміліан II в 1855 році додав ступінь великого полководця. Для кожного класу була встановлена кількість учасників. Спочатку членство в ордені було обмежене 12 Великими хрестами, 24 полководцями та 100 лицарями. Статути наказу від жовтня 1817 р. перелічують обмеження в 24, 40 та 160. Зміни до статутів також були внесені 16 лютого 1824 року, 12 жовтня 1834 року та 12 січня 1835 року жовтня 1838 року. Положення були додатково змінені в 1855 р. для додавання класу Великого полководця.

## Одержувачі
- Альфред, 2-й князь Монтенуово
- Бернгард фон Бюло
- Хлодвіг цу Шиллінгсфюрст-Гогенлое
- Фрідріх, принц Гогенцоллерна
- Георг фон Хауберріссер
- Генріх VII Ройсс цу Кьостріц
- Карл Теодор Баварський
- Костянтин оф Гогенлое‑Шіллінгсфю
- Леопольд I (король Бельгії)
- Людвиг I (король Баварії)
- Август Людвіг Фердінанд Граф фон Ностіц-Рансен
- Філіп, принц Евленбурзький
- Альбрехт фон Роон
- Рудольф Принц Ліхтенштейну
- Франц Ксавер фон Шонверт
- Йоганн Непомук фон Тріва
- Воронцов-Дашков Іларіон Іванович